# Trabajador del conocimiento
Se denomina trabajador del conocimiento a aquellos trabajadores cuyo principal capital es el conocimiento. Algunos ejemplos incluyen los ingenieros de software, arquitectos, ingenieros, científicos, porque ellos "piensan para ganarse la vida".
Lo que diferencia al trabajo en el ámbito del conocimiento de otras formas de trabajo es que su tarea principal es la resolución de problemas “no rutinarios” lo cual requiere una combinación de metodologías de pensamiento convergente, divergente, y creativo (Reinhardt et al., 2011). A pesar de la cantidad de investigaciones y publicaciones sobre el trabajo del conocimiento todavía no existe una definición sucinta del término (Pyöriä, 2005).

## Tipos y debate
Todavía existe cierto debate sobre quiénes son los trabajadores del conocimiento, y qué comprende el trabajo del conocimiento. Mosco y McKercher (2007) inicialmente se enfocan en la definición más restringida de trabajo del conocimiento, como por ejemplo la posición de Florida que fija que este es, “la manipulación directa de símbolos para crear productos originales del conocimiento, o para agregar un valor evidente a algo existente” (2007), lo cual limita la definición de trabajo del conocimiento principalmente al trabajo creativo, incluyendo la generación de conocimiento.
Luego, ellos comparan esto con la interpretación más amplia que incluye la gestión y distribución de información, argumentando que aquellos trabajadores que desempeñan algún rol en la manipulación y distribución de la información agregan valor real a este campo, a pesar de que no necesariamente contribuyan con un elemento creativo o de generación de conocimiento. 
Por último, proponen una definición de trabajo del conocimiento que incluya a, “todos los trabajadores que participan en la cadena de producción y distribución de productos del conocimiento” (2007), lo cual abarca una categorización muy amplia e inclusiva de trabajadores del conocimiento. Por lo que debe reconocerse que la expresión “trabajador del conocimiento” puede tener un significado algo amplio, y no siempre es claro a quienes hace referencia.